# Guillaume Métayer
Guillaume Métayer (Párizs, 1972 –) francia költő, irodalomtörténész, műfordító.

## Élete
1972-ben született Párizsban. Az École normale supérieure-ön szerezte meg diplomáját a klasszikus irodalom területén, előbb a Cambridge-i Egyetemen tanított, majd a Sorbonne-on a 17. és 18. századi francia nyelv és irodalom kutatóközpontjának tudományos munkatársa lett (Paris IV). 2009-ben Marc Fumaroli történész és akadémikus tanítványa lett.

## Munkássága
A magyar és a német irodalom műfordítója, a Po&sie folyóirat szerkesztője, a CNRS tudományos munkatársa, a 17. és a 18. század francia nyelvét és irodalmát kutató központ (CELLF) munkatársa. Kutatásaiban összehasonlító irodalommal foglalkozik (francia, német, magyar), valamint az irodalom és a filozófia közötti kapcsolatokra specializálódott.
Első verseskötete, a Fugues (Fúgák) 2002-ben jelent meg az Éditions Aumage kiadásában, melyben a zene és az idő kapcsolatával foglalkozik. Évtizedek óta fordítja a magyar irodalom szerzőinek műveit, például Garay János, József Attila, Krúdy Gyula, Kemény István, Petőfi Sándor, Tóth Krisztina.
2011-ben kiadta Anatole France és az irodalmi nacionalizmus: szkepticizmus és hagyomány című könyvét a Éditions du Félin-nél, amelyért megkapta a Revue des deux Mondes-díjat. A Flammarionnál 2011 májusában jelentette meg Nietzsche et Voltaire című monográfiáját. E mű elkészítéséhez Métayer elmélyült a német gondolkodó munkájába, hogy megpróbálja megtalálni a Candide vagy az optimizmus szerzőjének nyomait. Voltaire hatott volna Nietzche-re? Ezt a kérdést tette fel munkájában, amelyért a negyven évnél fiatalabb humán tudományokban kutatók munkáját jutalmazó Émile Perreau-Saussine-díjat kapott.

## Művei

### Szépirodalom
- Fugues: poèmes, Paris, Aumage, 2002
- Libre Jeu, préface de Michel Deguy, dessins d’Alfred Bruckstein, Paris: Caractères, 2017
- Karol Beffa, Aleksi Cavaillez et Guillaume Métayer: Ravel. Un imaginaire musical, roman graphique, Paris: Seuil/Delcourt, 2019 (mention spéciale du jury du Prix Livres & Musiques de Deauville 2020)

#### Versei magyar fordításban
- Türelemüveg; ford. Imreh András et al., utószó Imreh András, Kemény István, Tóth Krisztina; Magvető, Budapest, 2018 (Időmérték)